# Conservatorium van San Pietro a Majella

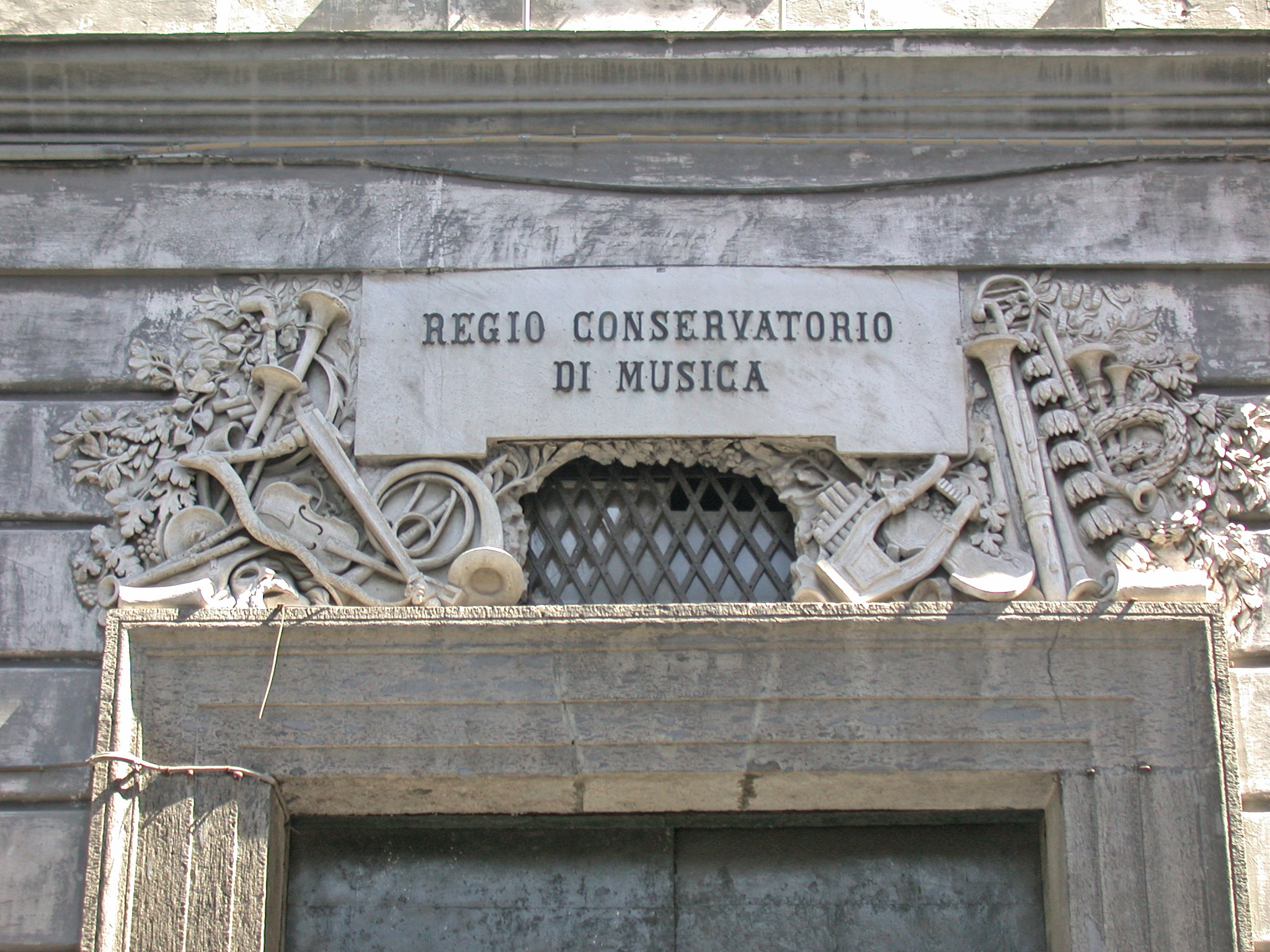
Conservatorio San Pietro a Majella in Napels - Ingangspoort

Het Conservatorium van San Pietro a Majella (Italiaans: Conservatorio di San Pietro a Majella) is het conservatorium van Napels, dat de voormalige vier conservatoria in de stad verenigde en opgericht werd in 1806. Een onderdeel is het museum van het conservatorium met veel stukken van bekende musici. Het herbergt ook een archief en een bibliotheek.

## Geschiedenis
In 1806 werden vier muzikale instituten uit Napels samengevoegd om het nieuwe Conservatorio di San Pietro a Majella di Napoli te vormen. Enkele van deze instituten waren in de 16e eeuw begonnen met de opleiding op het gebied van de catechismus en de zang van psalmen en andere gezangen in de Rooms-Katholieke Kerk.

### Conservatorio di Santa Maria di Loreto
Het oudste van de gefuseerde conservatoria was dat van Santa Maria di Loreto, dat in 1537 opgericht werd. Als leerlingen had het componisten als Francesco Durante, Domenico Cimarosa, Saverio Mercadante, Nicola Porpora en Nicola Antonio Zingarelli.

### Conservatorio della Pietà dei Turchini
Het Conservatorio della Pietà dei Turchini was een religieuze, wetenschappelijke broederschap (confraternite), waar componisten zoals Francesco Provenzale en Gaspare Spontini afgestudeerd zijn.

### Conservatorio di Sant'Onofrio a Capuana
Het Conservatorio di Sant'Onofrio a Capuana was een religieuze, wetenschappelijke broederschap (confraternite), die de componist Giovanni Paisiello opleidde.

### Conservatorio dei Poveri di Gesù Cristo
Het conservatorium van de Poveri di Gesù Cristo werd in 1589 opgericht door drie franciscanen. Als componisten heeft dit instituut bijvoorbeeld Alessandro Scarlatti en Giovanni Battista Pergolesi naar voren gebracht.
Onder de directie van Giovanni Paisiello vond de fusie in 1806 plaats. Het nieuwe conservatorium kreeg de naam Regio Collegio di Musica en was gelegen vlak bij het Convento di San Sebastiano. In 1826 werd het op besluit van Koning Frans I der Beide Siciliën ondergebracht in het voormalige convent van de Chiesa di San Pietro a Majella in het centrum van Napels. Verdere directeurs van dit conservatorium waren Gaetano Donizetti, Saverio Mercadante en Francesco Cilea.

## Historisch museum en bibliotheek
Het conservatorium beschikt over een historisch museum, dat waardevolle collecties van portretten heeft die reiken van Gioacchino Rossini tot Domenico Morelli, van Richard Wagner tot Francesco Saverio Altamura en van Saverio Mercadante tot Francesco Palizzi. Naast deze collectie zijn er ook collecties van historische instrumenten en waardevolle manuscripten en autografieën uit de 16e eeuw.
De bibliotheek is organisatorisch opgebouwd op de collectie van Saverio Mattei, die hij vanaf 1791 in het Conservatorio della Pietà dei Turchini aangelegd heeft. De collectie omvat ongeveer 27.000 muzikale manuscripten, 300.000 muzikale bladen (tijdschriften en dagbladen) of magazijnen, 20 000 boeken, 10 000 folders, 10 000 brieven en 1000 wekelijkse en maandelijkse tijdschriften.

## Tegenwoordig
Het conservatorium is gelegen aan de Via San Pietro a Majella 35 in het historische centrum van Napels.

## Publicaties
- Salvatore di Giacomo: I quattro antichi conservatori di musica a Napoli (De vier oude conservatoria van Napels), Milan: Sandron., 1924.
- Francesco Florimo: La scuola musicale di Napoli e i suoi conservatori, con uno sguardo sulla storia della musica in Italia (De muziekscholen en conservatoria in Napels, met een blik op de muzikale geschiedenis van Italië), vier volumes., Napoli: Morano. 1882.